# Minjasafnið á Akureyri
Akureyri Museum (islandsk Minjasafnið á Akureyri) er et kulturhistoriske museum i landets fjerdestørsteby Akureyri. Museet består af flere bygninger og rummer kunst og historiske genstande med relation til Akureyri og det omkringliggende området i form af kort, fotografier og indretninger af tidlige islandske huse. Museumshaven blev det sted på Island, der begyndte at kultivere træer i 1899. I haven findes også en lille kirke. Det indeholder to permanente udstillinger; den ene indeholder historien om området fra de første bosættelser til moderne tid, og en udstilling om byen Akureyri. Museet indeholder genstande fra vikingetiden op igennem middelalderen og til moderne tid.
Museet har samarbejdet med det arkæologiske frilandsmuseum Middelaldercentret i Danmark flere gange. Museet har afholdt i flere år afholdt middelaldermarkeder på den middelalderlig handelsplads Gásir ca. 11 km fra byen, hvor Middelaldercentret har deltaget. Markederne har været finansieret af Nordisk Kulturfond. De to museer har også samarbejdet om til et forskningsprojekt om krudtfremstilling og svovludvinding i forbindelse med forskningsekspeditionen Galathea 3.